# Супероксид дисмутаза
Ензимът супероксид дисмутаза (СОД, супероксид оксидоредуктаза, ЕС 1.15.1.1) е една от най-важните линии на ензимната антиоксидантна система. СОД-ите са група металоензими, които катализират дисмутацията на два супероксидни радикала до О2 и H2О2:
2•О2- + 2H+ → О2 + H2О2
Супероксидни радикали се продуцират в органелите, където присъства електрон-транспортна верига – митохондрии и хлоропласти. Активиране на О2 може да се извърши също така и в микрозоми, глиоксизоми, пероксизоми, апопласт и цитозол. Тъй като фосфолипидните мембрани са непроницаеми за •О2-, от критично значение е присъствието на СОД в местата на неговото образуване.
Молекулата на СОД се състои от два компонента: апобелтък и метален кофактор, който може да бъде Cu, Zn, Fe, Mn или Ni. Ni-СОД е открита единствено в Streptomyces. СОД има мултимерна структура (хомо-димери и тетрамери). Апобелтъчният компонент на СОД е ядрено кодиран, но активният ензим е локализиран в различни субклетъчни органели. По този начин ензимът може да почиства супероксидните радикали още в местата на тяхното образуване и така да намалява силно повредите на клетъчните компоненти.
Във висшите растения са идентифицирани три изоензимни форми на СОД-ите, които са класифицирани според металния кофактор, участващ в изграждане на каталитичния им център. Те имат различна чувствителност към цианид и H2О2, и различна субклетъчна локализация.
•	Cu,Zn-СОД е най-широко разпространената форма при висшите растения, локализирана е в цитозола, пластидите и пероксизомите. Cu,Zn-СОД се инактивира от H2О2 и KCN (калиев цианид).
•	Mn-СОД е локализирана в митохондриалния матрикс и пероксизоми. Mn- СОД не се инхибира нито от H2О2, нито от KCN.
•	Fe-СОД е локализирана в хлоропластите. Fe СОД се инактивира от H2О2, но е резистентна на KCN.
Първичните секвенции на апобелтъците на Fe-СОД и Mn-СОД показват висока степен на хомология, докато тази на Cu,Zn-СОД е по-различна. В еволюцията възникването на различни изоформи, които съдържат различни метални кофактори е вероятно свързано с различната достъпност на разтворимите преходни метални компоненти в биосферата във връзка с различното кислородно съдържание през различните геологични етапи.

## Fe-СОД
Fe-СОД представлява вероятно най-древния ензим от семейството на СОД. Има предположения, че Fe е първия метален кофактор в активния център на първата СОД поради изобилието на желязо в разтворима Fe (II) форма по това време.
Fe-СОД е установена при прокариоти и еукариоти. Тя е устойчива на KCN, но се инакривира от H2О2 в реакция, която включва първоначално стехиометрично редуциране на Fe, последвано от неговото освобождаване и химична модификация на аминокиселинни остатъци в активния център на ензима, включително и на триптофана. При всички растения Fe-СОД е локализирана в хлоропластите. При инкубиране на поликлонални тела, насочени срещу Fe-СОД на водната лилия (Nuphar luteum), с протопласти е установено, че те преференциално се асоциират с хлоропластите. Отсъствието на Fe-СОД при животните предполага, че гените за Fe-СОД произлизат от хлоропластния геном и по време на еволюцията се придвижват към ядрения геном. Като потвърждение на тази теория е съществуването на няколко консервативни региона, които се откриват в секвенциите на Fe-СОД при растенията и цианобактериите и липсата на подобна хомология при нефотосинтезиращите бактерии. Първоначално било смятано, че Fe-СОД не се среща във всички растения. Неотдавна гени за Fe-СОД бяха изолирани от три растителни вида, които нямат никаква хомология помежду си: Nicotiana plumbaginifolia, Arabidopsis thaliana и Glycine max. И при трите вида в гените, кодиращи Fe-СОД е установена последователност кодираща трипептид, който е разположен близо до карбоксилния край на ензима (SRL за N. plumbaginifolia и G. Max и ARL за А. thaliana). Въпреки че е установена ролята на тази секвенция като насочваща белтъците към пероксизомите, все още липсва яснота дали тя е функционална секвенция при Fe-СОД или не. Консервативната секвенция не присъства в Fe-СОД на прокариотите, което показва че тя не е задължителна за осъществяване на нормалната функционална активност на ензима. Популациите СОД са задълбочено изследвани при ориза и царевицата, но все още отсъстват експериментални данни за наличието на Fe-СОД при тях.
Fe-СОД се среща като димер или тетрамер. Нагъването на мономера (≈ 22 kDa) се отличава с висока консервативност и води до обособяване на два домена, всеки от който предоставя два лиганда за свързването на метален йон към единствения активен център. N-терминалният домен се състои от две дълги спирали, разделени от една по-къса вариабилна спирала.
Съществуват две групи Fe-СОД. Първата група включва хомодимери, формирани от две идентични 20 kDa субединици с 1-2 g атом от желязо в активния им център. Този тип Fe-СОД е изолирана от Escherichia coli; Photobacterium sepoa и P. leiognathi; факултативни анаероби – Thiobacillus denitrificans и растителните видове – Ginkgo biloba, Brassica calpestris и Nuphar luteum. Втората група Fe-СОД, намерена при повечето висши растения, е представена от тетрамери, съставени от четири еднакви субединици с молекулно тегло от 80–90 kDa. Членовете на тази група съдържат 2-4 g атома желязо в активния си център.

## Mn-СОД
С повишаване съдържанието на кислород в околната среда, постепенно се е редуцирало количеството на Fe(II) и апобелтъкът на СОД започва да използва Mn(III) като кофактор. Mn–СОД вероятно е втората по еволюционен произход СОД, възникнала като родствена на Fe-СОД по пътя на камбиалистичната СОД. Mn–СОД носи само един метален атом на субединица и не може да функционира без наличието на метален атом в активния си център. Макар че Mn–СОД и Fe-СОД имат голяма степен на подобие по отношение на тяхната първична, вторична и третична структура, те се различават значително и Fe-СОД не може да възстанови активността на Mn-СОД.
Mn–СОД може да бъде хомодимер или хетеродимер като съдържа само един метален атом на субединица. Ензимът не се инхибира от KCN и от H2О2. Представен е в прокариоти и еукариоти, като при растенията показва 65% степен на хомология при различните видове и освен това има подобие и с ортолога му при бактериите.
Въпреки че Mn-СОД е известна като митохондриален ензим при еукариотите, установено е също присъствието му и в пероксизомите, което е доказано експериментално чрез имунолокализационни методи. При царевица са установени четири гена, които кодират Mn-СОД. Четирите изоензима носят насочващи към митохондриите сигнални последователности. При човека е установено образуването на множествени транскрипти, които се формират от един и същ ген, чрез алтернативен сплайсинг и полиаденилиране. В пероксизомите Mn-СОД е установена при грах, но за сега не съществуват експериментални данни за наличието на сигнална пептидна секвенция, която да насочва ензима специфично към пероксизомите. При зелените водорасли и цианобактериите е намерена Mn-СОД в тилакоидните мембрани. Макар че тилакоидна свързана форма е намерена и при спанака, по-късни проучвания показват, че Mn-СОД активност е резултат на неспецифична Mn-СОД активност и Mn-СОД присъства реално само в митохондриите и пероксизомите на растителните клетки. При човека Mn-СОД е локализирана в митохондриите и съществува като хомотетрамер. Установено е, че тя изпълнява ключова роля за подпомагане на клетъчната диференциация и туморогенезис, а също и в протекцията от хипероксия.

## Камбиалистична Fe/Mn-СОД
Камбиалистичната Fe/Mn-СОД е ензимно активен протеин, който може да включва който и да е от двата метални лиганда. Някои бактерии модат да използват обща СОД за Fe и Mn, съобразно наличието на съответния метален атом. Лигандите и други структурни и функционални остатъци на двата ензима се отличават с висока консервативност. В допълнение, сходството в електричните свойства на двата елемента позволяват ензимът да функционира нормално с всеки един от тях, без да са необходими допълнителни конформационни промени в структурата на протеина. Така в E.coli било установено, че подобна хибридна СОД се инхибира частично от H2О2.

## Cu,Zn-СОД
След като атмосферата била наситена изцяло с кислород, Fe(II) станало почти недостъпно и неразтворимата Cu(I) конвертирала до Cu(II). В това състояние Cu(II) взела участие в активния център на СОД. Електрическите свойства на Cu,Zn-СОД се различават съществено от тези на Fe-СОД и Mn-СОД, поради което структурата на самата Cu,Zn-СОД не показва хомология с тях.
Fe-СОД и Mn-СОД са представени при прокариоти и еукариоти, докато Cu,Zn СОД се среща само при еукариотите, макар че е доказана и при някои бактерии като Photobacterium leiognathi, Caulobacter crescentus. Тя е разпространена навсякъде в растителните клетки. Известни са две групи Cu,Zn-СОД – първата включва цитоплазмена и периплазматична форма, които са хомодимери. Втората група обхваща хлоропластна и екстрацелуларна Cu,Zn-СОД, които са хомотетрамери. Всяка субединица е съставена от 151 аминокиселини. Активните центрове на всяка от тях функционират независимо един от друг. Когато тези субединици се разделят и след това се групират отново с неактивни субединици, новоформираният ензим проявява пълна функционална активност, показвайки че функционалните връзки между отделните субединици не са важни за пълната каталитична активност на ензима.
Тетрамерната форма на екстрацелуларната Cu,Zn-СОД се открива изключително само при бозайниците и има уникална структура. Ензимът е гликопротеин и първоначално е локализиран в интерстиналния матрикс на тъканите и гликокаликса на клетъчната повърхност, свързан с хепаринсулфатни протеогликани. Само малки количества ензим са открити в екстрацелуларните течности, такива като плазма, лимфа, цереброспинална течност.
Изоформите на СОД-и се кодират от малки мултигенни фамилии. В Arabidopsis, фамилията на Cu,Zn-СОД се състои от три гена (CSD1, CSD2 и CSD3), фамилията на Fe-СОД включва също три гена (FSD1, FSD2 и FSD3), а Mn-СОД се кодира само от един ген MSD1.
Редица изследователски групи са представили данни, че диференциалната регулация на индивидуалните СОД гени на транскрипционно ниво е отговорна за диференциална експресия на толеранс в отговор на химични стимули и стимули на околната среда.
Много сДНК-и, съответстващи на различните изоформи на СОД-ите, са клонирани от различни организми, включително и от няколко растителни вида – A. thaliana, ориз, сладък картоф, бреза.